# Ксандра Осініна
Ксандра Осініна — українська парфумерна художниця, засновниця авторського бренду «Чар‑Зілля». Створює нішеві аромати, натхненні українською природою, культурою, а також спогадами.

## Біографія
Народилася Ксандра в місті Костанай, що в Казахстані. ЇЇ сім'я родом із Києва, де мисткиня живе та працює зараз. За фахом — художниця. Закінчила Видавнично-поліграфічний інститут НТУУ «КПІ». Тривалий час займалася живописом, фотографією, дизайном.
У 2014—2015 роках Ксандра зацікавилася авторською парфумерією. Перефокусувалася з візуальних мистецтв на створення ароматів. У роботі вона застосовує художній підхід до композиції, отже кожний створений нею аромат — це сюжет, це емоції, це гармонія пропорцій.

## Бренд «Чар‑Зілля»
- Концепція: незалежна, авторська, крафтова парфумерія. Усі аромати створює одна людина — Ксандра Осініна
- Патріотичний фокус: аромати бренду натхненні українською природою та культурними образами.
- Процес: ретельний — від ескізу, тестування на шкірі/блотерах[невідомий термін] до стабільного звучання; невеликі партії ручної роботи; екологічна упаковка.
- Сировина: бренд використовує як натуральну, так і синтетичну сировину високої якості; закуповує із-за кордону (США, ЄС) для надійності фінального продукту й безпеки.[3]

## Авторські композиції
Найвідоміші аромати:
- «Партизанська любов» — присвячений калині і любистку, які є символами України. Основні ноти: зелене листя, чорна смородина, полин, яблуко.[4]
- «Мольфарський ліс» — втілення карпатського лісу. Основні ноти: гриби, голки сосни, земля, мускус.[4]
- «Тінь Місяця» — аромат, натхненний сонячним затемненням. Основні ноти: базилік, ромашка, мох, квіти, прянощі.[5]
- «Півострів кохання» — аромат, присвячений Криму. Основні ноти: глина, море, трави, хвоя.[6]

## Діяльність під час війни
Після початку повномасштабного вторгнення 2022 року отримала підтвердження, що навіть у складні часи люди цінують аромати, які нагадують дім — і купують їх для себе, для захисників, для волонтерів.
Ксандра вважає аромати «таємною магічною зброєю» для моральної підтримки співвітчизників.

## Художній підхід
- Проводить паралелі між живописом і парфумерією — сюжети, об'єм, внутрішня логіка композицій
- Аромати працюють як портали: повертають до спогадів і місць (ліс, дім, традиції).
- Натуральні складники додають глибину та автентичність, синтетика — стабільність і безпеку.[8][неавторитетне джерело]

## Колаборації
У 2024 році в співавторстві з Наталею Місюк та проєктом «Давай займемось текстом» випустила новий патріотичний аромат «Into-нація». За творчим задумом, ці парфуми звучать так, як звучить українська мова. Основними його нотами стали пшениця, яблуко, свіжоспилена деревина та чебрець. Аромат підходить як чоловікам, так і жінкам.